# Crystal Lake Park
Crystal Lake Park és una població dels Estats Units a l'estat de Missouri. Segons el cens del 2000 tenia 457 habitants.

## Demografia
Segons el cens del 2000, Crystal Lake Park tenia 457 habitants, 204 habitatges, i 136 famílies. La densitat de població era de 1.764,5 habitants per km².
Dels 204 habitatges en un 28,9% hi vivien nens de menys de 18 anys, en un 58,8% hi vivien parelles casades, en un 5,4% dones solteres, i en un 33,3% no eren unitats familiars. En el 30,4% dels habitatges hi vivien persones soles el 14,2% de les quals corresponia a persones de 65 anys o més que vivien soles. El nombre mitjà de persones vivint en cada habitatge era de 2,24 i el nombre mitjà de persones que vivien en cada família era de 2,8.
Per edats la població es repartia de la següent manera: un 21,7% tenia menys de 18 anys, un 3,5% entre 18 i 24, un 21% entre 25 i 44, un 30,4% de 45 a 60 i un 23,4% 65 anys o més.
L'edat mediana era de 47 anys. Per cada 100 dones de 18 o més anys hi havia 82,7 homes.
La renda mediana per habitatge era de 78.441 $ i la renda mediana per família de 91.765 $. Els homes tenien una renda mediana de 61.875 $ mentre que les dones 44.375 $. La renda per capita de la població era de 55.596 $. Entorn del 2,3% de les famílies i el 3,1% de la població estaven per davall del llindar de pobresa.

## Poblacions més properes
El següent diagrama mostra les poblacions més properes.